# Brevicaudosaurus jiyangshanensis
Brevicaudosaurus jiyangshanensis è un rettile acquatico estinto, appartenente ai notosauri, che visse nel Triassico medio (Ladinico, circa 242-238 milioni di anni fa) e i suoi resti fossili sono stati ritrovati in Cina.

## Descrizione
Questo animale era lungo circa 50-60 cm e possedeva un corpo piuttosto simile a quello di altri notosauri, leggermente appiattito. Le zampe anteriori erano massicce e più sviluppate di quelle posteriori, mentre il cranio era dotato di un muso ampio e separato dal resto del cranio da una costrizione. Le fosse supratemporali erano grandi, leggermente maggiori delle orbite, e la tavola parietale era fortemente ristretta posteriormente. Le specializzazioni postcraniche più evidenti risiedevano nella coda, estremamente corta e appiattita, e in un tronco corto costituito da 14 vertebre dorsali; lo scheletro postcranico era fortemente pachiostotico, e l'omero era estremamente massiccio e allargato. La testa dell'ulna era fortemente espansa, ed erano presenti sette ossa carpali ossificate, mentre vi era una riduzione di falangi nel piede. La coda era corta e piatta, facendo supporre che venisse usata per bilanciarsi.

## Classificazione
Brevicaudosaurus jiyangshanensis venne descritto per la prima volta nel 2020, sulla base di due scheletri quasi completi e articolati rinvenuti in terreni del Ladinico in Cina, nella zona di Fuyuan (provincia di Yunnan). Le analisi filogenetiche indicano che B. jiyangshanensis era un rappresentante dei Nothosauroidea, un gruppo di rettili acquatici tipici del Triassico vicini all'origine dei ben noti plesiosauri. In particolare, Brevicaudosaurus è considerato il sister taxon di un clade composto da Lariosaurus e Nothosaurus.

## Paleoecologia
Lo scheletro fortemente pachiostotico potrebbe indicare un modo di nuotare sott'acqua piuttosto lento e un'attitudine carnivora di tipo bentonico. 